# Norbert Seidl
Norbert J. Seidl (* 23. September 1963 in Freyung) ist ein deutscher Kommunalpolitiker (SPD).

## Werdegang
Seidl wuchs in Neuraimundsreut im Bayerischen Wald auf. Sein Vater war Gemeinderat und Zweiter Bürgermeister. Nach dem Abitur 1982 und dem Grundwehrdienst als Sanitäter in Kempten, München und Freyung nahm er 1984 an der Universität München ein Studium der katholischen Theologie auf, das er mit Diplom abschloss. Parallel studierte er auf Lehramt Hauptschule für die Fächergruppe Religion, Mathematik, Biologie und Musik. Von 1992 an unterrichtete er als Hauptschullehrer in verschiedenen Schulen in München.
Seine politische Laufbahn begann 1989 mit dem Eintritt in den SPD-Ortsverein Neuhausen. 1991 zog er nach Puchheim und wurde dort 2007 Vorstandsmitglied des SPD-Ortsvereins. Am 9. November 2010 zog er in den Gemeinderat von Puchheim ein und war Mitglied des Finanzausschusses. Im Juli 2012 wurde er zum Bürgermeister von Puchheim gewählt.